# Propstei Grab
Die Propstei Grab, auch Klösterlein Grab, war eine bei Sulzbürg in der Oberpfalz gelegene Zweig-Niederlassung des Benediktinerklosters Plankstetten (Bistum Eichstätt).

## Lage
Die Propstei lag südöstlich von Sulzbürg am Abhang des Schlüpfelberges gegen Mühlhausen hin.

## Geschichte
Mit Urkunde vom 25. März 1376 stifteten Hilpolt von Stein der Ältere und sein Sohn Hilpolt jeweils mit Ehefrau eine kleine Propstei an einem schon früher bestehenden Kirchlein zum Hl. Grab am Schlüpfelberg. Sie errichteten für zwei Mönche, nämlich einen Propst und einen Kaplan, die von Plankstetten dorthin gewiesen wurden, ein Klosteranwesen. Reichliche Einkünfte bezog die kleine Propstei und damit auch das Mutterkloster aus 18 Höfen, zwei Mühlen und einem Fischwasser, dem „Roßbach“. Die Schutzvogtei über die Propstei hatte die Stifterfamilie inne. Insgesamt sind bis 1552 neun Pröpste und drei Kapläne namentlich bekannt.
Als die Herren von Wolfstein, die die Reichsherrschaft Sulzbürg innehatten, die Propstei anfeindeten und sie besteuerten, zogen sich die beiden Insassen 1548 ins Mutterkloster zurück. Unter Protest entsandte Plankstetten zwei andere Mönche ins Klösterlein Grab. Der Prior von Plankstetten, der den Protest den Wolfsteinern überbrachte, wurde von ihnen in Haft genommen und kam erst auf Betreiben des Eichstätter Fürstbischofs Moritz von Hutten wieder frei; die Herren von Wolfstein vertraten den Standpunkt, die Gerichtsbarkeit über das Klösterlein stünde ihnen zu und nur der Zehent müsse der Propstei entrichtet werden. Die Angelegenheit war schließlich beim Kaiserlichen Landgericht anhängig, wo sie sich hinzog. Als Bernhard von Wolfstein die Reformation in der Herrschaft Sulzbürg einführte, musste das Klösterlein endgültig aufgegeben werden. 1571 schloss das Kloster Plankstetten mit den Wolfsteinern einen Vertrag, der wenigstens noch die Hälfte der Einkünfte der vormaligen Propstei dem Kloster Plankstetten zusicherte.
Künftig kam dreimal jährlich der evangelische Pfarrer von Bachhausen mit Gläubigen zum Grabkirchlein, um dort Andacht zu halten. Die Propsteigebäude verfielen im Laufe der Zeit. Als 1740 die Grafen von Wolfstein ausstarben und ihr Besitz an das Kurfürstentum Bayern fiel, versuchte das Kloster Plankstetten, die Rückerstattung der anderen Hälfte der Einkünfte des Klösterleins zu erreichen. Dies gelang nur teilweise: Elf sulzbürgische Untertanen wurden dem Kloster unterstellt.
1777 war das Grabkirchlein ruinös, die evangelischen Gottesdienste wurden im Freien abgehalten. Die Einkünfte der ehemaligen Propstei gingen mit der Aufhebung des Klosters Plankstetten in der Säkularisation 1806 an den bayerischen Staat über.